# Breaking Into Society (film 1916)
Breaking Into Society è un cortometraggio muto del 1916 diretto da Wallace Beery. Nono dei dieci episodi del serial di Carter DeHaven Timothy Dobbs, That's Me.

## Produzione
Il film fu prodotto dalla Nestor Film Company.

## Distribuzione
Distribuito dall'Universal Film Manufacturing Company, il film - un cortometraggio in due bobine - uscì nelle sale cinematografiche USA il 15 ottobre 1916.